# 蒋昕捷
蒋昕捷（1980年代—），江苏南京人，阿里巴巴集团新零售工程部总监，曾任《中国青年报》、财新传媒、《南方周末》记者。

## 生平
曾就读于南京师范大学附属小学、南京市第十三中学，因在2001年高考时写出满分作文《赤兔之死》而名噪一时，并入读南京师范大学广播与电视新闻专业。2005年毕业后，进入《中国青年报》工作。2010年，于《中国青年报》发表关于地沟油的调查报道轰动全国。
此后曾先后任360集团、百度公关负责人。